# ۲۱ دلو
۲۱ دلو یک ستاره است که در صورت فلکی دلو قرار دارد.